# Smarves
Smarves ist eine französische Gemeinde im Département Vienne in der Region Nouvelle-Aquitaine. Sie zählt 2.941 Einwohner (Stand: 1. Januar 2022) und gehört zum Arrondissement Poitiers und zum Kanton Vivonne.

## Geografie
Smarves liegt etwa neun Kilometer südlich von Poitiers in der Ebene zwischen den Flüssen Clain und Miosson. Umgeben wird Smarves von den Nachbargemeinden Saint-Benoît im Norden, Nouaillé-Maupertuis im Osten, Roches-Prémarie-Andillé im Süden, Iteuil im Südwesten sowie Ligugé im Westen.

## Geschichte
Als Samarva wird der Ort erstmals 962 erwähnt.
| Bevölkerungsentwicklung | Bevölkerungsentwicklung | Bevölkerungsentwicklung | Bevölkerungsentwicklung | Bevölkerungsentwicklung | Bevölkerungsentwicklung | Bevölkerungsentwicklung | Bevölkerungsentwicklung | Bevölkerungsentwicklung |
| ----------------------- | ----------------------- | ----------------------- | ----------------------- | ----------------------- | ----------------------- | ----------------------- | ----------------------- | ----------------------- |
| Jahr                    | 1962                    | 1968                    | 1975                    | 1982                    | 1990                    | 1999                    | 2006                    | 2011                    |
| Einwohner               | 869                     | 1126                    | 1490                    | 2069                    | 2089                    | 2156                    | 2345                    | 2580                    |

## Sehenswürdigkeiten
- Kirche Saint-Félix
- Wald Saint-Pierre mit der früheren Domäne
- Mahnmal der Toten des Ersten Weltkriegs